# Hero (Europe-låt)
Hero är Europes andra singel från skivan Start From the Dark utgiven den 20 september 2004. Text och musik är skriven av Joey Tempest. Hero är också den låt som blev den största hitten från skivan. Hero är en hyllning till Thin Lizzys frontman Phil Lynott, som han vid ung ålder fick träffa i England.

## Musiker
- Joey Tempest - sång
- John Norum - gitarr
- John Levén - bas
- Mic Michaeli - keyboard
- Ian Haugland - trummor